# Gran Premio motociclistico dell'Algarve 2021
Il Gran Premio motociclistico dell'Algarve 2021 è stato la diciassettesima prova su diciotto del motomondiale 2021. Le vittorie nelle tre classi sono andate a: Francesco Bagnaia in MotoGP, Remy Gardner in Moto2 e Pedro Acosta in Moto3. Proprio con il successo ottenuto al termine di questa gara, Acosta ottiene la certezza del titolo mondiale della classe Moto3.

## MotoGP

### Arrivati al traguardo
| Pos. | Nº | Pilota            | Squadra                     | Motocicletta       | Giri | Tempo     | Griglia | Punti |
| ---- | -- | ----------------- | --------------------------- | ------------------ | ---- | --------- | ------- | ----- |
| 1º   | 63 | Francesco Bagnaia | Ducati Lenovo               | Ducati Desmosedici | 23   | 38'17.720 | 1º      | 25    |
| 2º   | 36 | Joan Mir          | Suzuki Ecstar               | Suzuki GSX-RR      | 23   | +2.478    | 3º      | 20    |
| 3º   | 43 | Jack Miller       | Ducati Lenovo               | Ducati Desmosedici | 23   | +6.402    | 2º      | 16    |
| 4º   | 73 | Álex Márquez      | LCR Honda Castrol           | Honda RC213V       | 23   | +6.453    | 8º      | 13    |
| 5º   | 5  | Johann Zarco      | Pramac Racing               | Ducati Desmosedici | 23   | +7.882    | 5º      | 11    |
| 6º   | 44 | Pol Espargaró     | Repsol Honda                | Honda RC213V       | 23   | +9.573    | 6º      | 10    |
| 7º   | 89 | Jorge Martín      | Pramac Racing               | Ducati Desmosedici | 23   | +10.144   | 4º      | 9     |
| 8º   | 42 | Álex Rins         | Suzuki Ecstar               | Suzuki GSX-RR      | 23   | +10.742   | 11º     | 8     |
| 9º   | 23 | Enea Bastianini   | Avintia Esponsorama         | Ducati Desmosedici | 23   | +13.840   | 13º     | 7     |
| 10º  | 33 | Brad Binder       | Red Bull KTM Factory Racing | KTM RC16           | 23   | +14.487   | 19º     | 6     |
| 11º  | 30 | Takaaki Nakagami  | LCR Honda Idemitsu          | Honda RC213V       | 23   | +20.912   | 22º     | 5     |
| 12º  | 10 | Luca Marini       | SKY VR46 Avintia            | Ducati Desmosedici | 23   | +22.450   | 12º     | 4     |
| 13º  | 46 | Valentino Rossi   | Petronas Yamaha SRT         | Yamaha YZR-M1      | 23   | +22.752   | 16º     | 3     |
| 14º  | 4  | Andrea Dovizioso  | Petronas Yamaha SRT         | Yamaha YZR-M1      | 23   | +26.207   | 21º     | 2     |
| 15º  | 6  | Stefan Bradl      | Repsol Honda                | Honda RC213V       | 23   | +26.284   | 20º     | 1     |
| 16º  | 12 | Maverick Viñales  | Aprilia Racing Team Gresini | Aprilia RS-GP      | 23   | +26.828   | 18º     |       |
| 17º  | 21 | Franco Morbidelli | Monster Energy Yamaha       | Yamaha YZR-M1      | 23   | +27.863   | 9º      |       |

### Ritirati
| Nº | Pilota           | Squadra                     | Motocicletta  | Giri | Griglia |
| -- | ---------------- | --------------------------- | ------------- | ---- | ------- |
| 88 | Miguel Oliveira  | Red Bull KTM Factory Racing | KTM RC16      | 22   | 17º     |
| 27 | Iker Lecuona     | Tech 3 KTM Factory Racing   | KTM RC16      | 22   | 10º     |
| 20 | Fabio Quartararo | Monster Energy Yamaha       | Yamaha YZR-M1 | 20   | 7º      |
| 41 | Aleix Espargaró  | Aprilia Racing Team Gresini | Aprilia RS-GP | 7    | 14º     |
| 9  | Danilo Petrucci  | Tech 3 KTM Factory Racing   | KTM RC16      | 0    | 15º     |

## Moto2

### Arrivati al traguardo
| Pos. | Nº | Pilota                | Squadra                       | Motocicletta | Giri | Tempo     | Griglia | Punti |
| ---- | -- | --------------------- | ----------------------------- | ------------ | ---- | --------- | ------- | ----- |
| 1º   | 87 | Remy Gardner          | Red Bull KTM Ajo              | Kalex        | 23   | 39'36.275 | 2º      | 25    |
| 2º   | 25 | Raúl Fernández        | Red Bull KTM Ajo              | Kalex        | 23   | +3.014    | 1º      | 20    |
| 3º   | 22 | Sam Lowes             | Elf Marc VDS Racing           | Kalex        | 23   | +3.899    | 8º      | 16    |
| 4º   | 44 | Arón Canet            | QuieroCorredor Aspar          | Boscoscuro   | 23   | +7.616    | 4º      | 13    |
| 5º   | 6  | Cameron Beaubier      | American Racing               | Kalex        | 23   | +7.621    | 6º      | 11    |
| 6º   | 13 | Celestino Vietti      | SKY Racing Team VR46          | Kalex        | 23   | +10.021   | 14º     | 10    |
| 7º   | 9  | Jorge Navarro         | Termozeta Speed Up            | Boscoscuro   | 23   | +10.908   | 10º     | 9     |
| 8º   | 72 | Marco Bezzecchi       | SKY Racing Team VR46          | Kalex        | 23   | +11.586   | 7º      | 8     |
| 9º   | 37 | Augusto Fernández     | Elf Marc VDS Racing           | Kalex        | 23   | +13.121   | 5º      | 7     |
| 10º  | 23 | Marcel Schrötter      | Liqui Moly Intact GP          | Kalex        | 23   | +13.286   | 15º     | 6     |
| 11º  | 21 | Fabio Di Giannantonio | Federal Oil Gresini           | Kalex        | 23   | +14.614   | 3º      | 5     |
| 12º  | 40 | Héctor Garzó          | Flexbox HP40                  | Kalex        | 23   | +25.538   | 12º     | 4     |
| 13º  | 62 | Stefano Manzi         | Flexbox HP40                  | Kalex        | 23   | +26.511   | 17º     | 3     |
| 14º  | 42 | Marcos Ramírez        | American Racing               | Kalex        | 23   | +27.225   | 13º     | 2     |
| 15º  | 64 | Bo Bendsneyder        | Pertamina Mandalika SAG       | Kalex        | 23   | +28.345   | 29º     | 1     |
| 16º  | 54 | Fermín Aldeguer       | Termozeta Speed Up            | Boscoscuro   | 23   | +28.412   | 28º     |       |
| 17º  | 24 | Simone Corsi          | MV Agusta Forward Racing      | MV Agusta F2 | 23   | +32.282   | 21º     |       |
| 18º  | 55 | Hafizh Syahrin        | NTS RW Racing GP              | NTS          | 23   | +35.387   | 16º     |       |
| 19º  | 12 | Thomas Lüthi          | Pertamina Mandalika SAG       | Kalex        | 23   | +39.184   | 24º     |       |
| 20º  | 14 | Tony Arbolino         | Liqui Moly Intact GP          | Kalex        | 23   | +43.803   | 23º     |       |
| 21º  | 45 | Tetsuta Nagashima     | Italtrans Racing              | Kalex        | 23   | +43.432   | 25º     |       |
| 22º  | 11 | Nicolò Bulega         | Federal Oil Gresini           | Kalex        | 23   | +43.491   | 27º     |       |
| 23º  | 70 | Barry Baltus          | NTS RW Racing GP              | NTS          | 23   | +45.847   | 26º     |       |
| 24º  | 16 | Joe Roberts           | Italtrans Racing              | Kalex        | 23   | +54.350   | 22º     |       |
| 25º  | 74 | Piotr Biesiekirski    | Pertamina Mandalika SAG Euvic | Kalex        | 23   | +1'08.619 | 31º     |       |

### Ritirati
| Nº | Pilota              | Squadra                  | Motocicletta | Giri | Griglia |
| -- | ------------------- | ------------------------ | ------------ | ---- | ------- |
| 7  | Lorenzo Baldassarri | MV Agusta Forward Racing | MV Agusta F2 | 14   | 30º     |
| 97 | Xavi Vierge         | Petronas Sprinta Racing  | Kalex        | 10   | 11º     |
| 96 | Jake Dixon          | Petronas Sprinta Racing  | Kalex        | 9    | 20º     |
| 79 | Ai Ogura            | Idemitsu Honda Team Asia | Kalex        | 2    | 9º      |
| 75 | Albert Arenas       | QuieroCorredor Aspar     | Boscoscuro   | 1    | 18º     |

## Moto3

### Arrivati al traguardo
| Pos. | Nº | Pilota             | Squadra                     | Motocicletta  | Giri | Tempo     | Griglia | Punti |
| ---- | -- | ------------------ | --------------------------- | ------------- | ---- | --------- | ------- | ----- |
| 1º   | 37 | Pedro Acosta       | Red Bull KTM Ajo            | KTM RC 250 GP | 21   | 38'04.339 | 14º     | 25    |
| 2º   | 16 | Andrea Migno       | Rivacold Snipers            | Honda NSF250R | 21   | +0.354    | 16º     | 20    |
| 3º   | 23 | Niccolò Antonelli  | Avintia VR46 Academy        | KTM RC 250 GP | 21   | +0.880    | 8º      | 16    |
| 4º   | 52 | Jeremy Alcoba      | Indonesian Racing Gresini   | Honda NSF250R | 21   | +1.768    | 11º     | 13    |
| 5º   | 28 | Izan Guevara       | MuchoNeumatico GasGas Aspar | GasGas        | 21   | +1.839    | 12º     | 11    |
| 6º   | 71 | Ayumu Sasaki       | Red Bull KTM Tech 3         | KTM RC 250 GP | 21   | +1.874    | 10º     | 10    |
| 7º   | 55 | Romano Fenati      | Sterilgarda Max Racing Team | Husqvarna     | 21   | +1.972    | 13º     | 9     |
| 8º   | 43 | Xavier Artigas     | Leopard Racing              | Honda NSF250R | 21   | +2.333    | 6º      | 8     |
| 9º   | 24 | Tatsuki Suzuki     | SIC58 Squadra Corse         | Honda NSF250R | 21   | +3.423    | 18º     | 7     |
| 10º  | 12 | Filip Salač        | CarXpert PrüstelGP          | KTM RC 250 GP | 21   | +6.591    | 9º      | 6     |
| 11º  | 31 | Adrián Fernández   | Sterilgarda Max Racing Team | Husqvarna     | 21   | +6.940    | 3º      | 5     |
| 12º  | 99 | Carlos Tatay       | Avintia Esponsorama         | KTM RC 250 GP | 21   | +9.392    | 26º     | 4     |
| 13º  | 96 | Daniel Holgado     | Red Bull KTM Tech 3         | KTM RC 250 GP | 21   | +9.930    | 21º     | 3     |
| 14º  | 66 | Joel Kelso         | CIP Green Power             | KTM RC 250 GP | 21   | +9.996    | 19º     | 2     |
| 15º  | 67 | Alberto Surra      | Rivacold Snipers            | Honda NSF250R | 21   | +10.416   | 15º     | 1     |
| 16º  | 82 | Stefano Nepa       | BOE Owlride                 | KTM RC 250 GP | 21   | +11.650   | 22º     |       |
| 17º  | 20 | Lorenzo Fellon     | SIC58 Squadra Corse         | Honda NSF250R | 21   | +11.695   | 23º     |       |
| 18º  | 54 | Riccardo Rossi     | BOE Owlride                 | KTM RC 250 GP | 21   | +11.736   | 20º     |       |
| 19º  | 5  | Jaume Masiá        | Red Bull KTM Ajo            | KTM RC 250 GP | 21   | +13.616   | 5º      |       |
| 20º  | 92 | Yuki Kunii         | Honda Team Asia             | Honda NSF250R | 21   | +30.001   | 17º     |       |
| 21º  | 6  | Ryusei Yamanaka    | CarXpert PrüstelGP          | KTM RC 250 GP | 21   | +30.183   | 24º     |       |
| 22º  | 19 | Andi Farid Izdihar | Honda Team Asia             | Honda NSF250R | 21   | +30.249   | 25º     |       |

### Non classificato
| Nº | Pilota     | Squadra         | Motocicletta  | Giri | Griglia |
| -- | ---------- | --------------- | ------------- | ---- | ------- |
| 27 | Kaito Toba | CIP Green Power | KTM RC 250 GP | 13   | 27º     |

### Ritirati
| Nº | Pilota        | Squadra                     | Motocicletta  | Giri | Griglia |
| -- | ------------- | --------------------------- | ------------- | ---- | ------- |
| 7  | Dennis Foggia | Leopard Racing              | Honda NSF250R | 20   | 4º      |
| 11 | Sergio García | MuchoNeumatico GasGas Aspar | GasGas        | 20   | 1º      |
| 17 | John McPhee   | Petronas Sprinta Racing     | Honda NSF250R | 4    | 2º      |